# Richia aratrix
Richia aratrix är en fjärilsart som beskrevs av Harvey 1875. Richia aratrix ingår i släktet Richia och familjen nattflyn. Inga underarter finns listade.